# Sp.Ii UPT Padang Muaradua
Sp.Ii UPT Padang Muaradua is een bestuurslaag in het regentschap Lahat van de provincie Zuid-Sumatra, Indonesië. Sp.Ii UPT Padang Muaradua telt 412 inwoners (volkstelling 2010).